# برايان لارسن
برايان لارسن (بالإنجليزية: Brian Larsen)‏ هو مغن مؤلف ومنتج أسطوانات ومغني أمريكي، ولد في 9 أبريل 1986.

## وصلات خارجية
- الموقع الرسمي